# Vortex Motorsport
Vortex Motorsport – były holenderski zespół wyścigowy.

## Historia
Zespół został założony w 1989 roku przez Henricusa Vollenberga. Zespół miał siedzibę w Bicester. Zespół brał udział w zawodach Międzynarodowej Formuły 3000 w latach 1991–1995, a jego kierowcami byli między innymi Heinz-Harald Frentzen, Max Papis, Tarso Marques, Jan Lammers, Allan McNish czy David Coulthard. Łącznie w Formule 3000 kierowcy Vortex Motorsport zdobyli 24 punkty i jedno miejsce na podium.
Vortex Motorsport wziął udział w serii Formula Chrysler Euroseries w 2001 roku. Kierowca zespołu, Ricardo van der Ende, zdobył wówczas tytuł mistrzowski w klasyfikacji kierowców, a Vortex był drugi w klasyfikacji zespołów.
Obecnie firma Vortex International Logistic Services świadczy usługi transportowo-spedycyjne.

## Wyniki w Formule 3000
| Legenda oznaczeń w tabelach wyników Wyświetl szablon na nowej stronie | Legenda oznaczeń w tabelach wyników Wyświetl szablon na nowej stronie                                                                     |
| Oznaczenie                                                            | Wyjaśnienie |
| --------------------------------------------------------------------- | --- |
| Złoty                                                                 | Zwycięzca lub mistrzostwo |
| Srebrny                                                               | 2. miejsce lub wicemistrzostwo |
| Brązowy                                                               | 3. miejsce lub II wicemistrzostwo |
| Zielony                                                               | Ukończył, punktował (w klasyfikacji generalnej, gdy zdobył co najmniej jeden punkt na przestrzeni sezonu, poza trzema powyższymi opcjami) |
| Niebieski                                                             | Ukończył, nie punktował (w klasyfikacji generalnej, gdy nie zdobył co najmniej jednego punktu na przestrzeni sezonu)                      |
| Czerwony                                                              | Nie zakwalifikował się (NZ) |
| Czerwony                                                              | Nie prekwalifikował się (NPK) |
| Różowy                                                                | Nie ukończył (NU) |
| Różowy                                                                | Niesklasyfikowany (NS) (w klasyfikacji generalnej, gdy nie został sklasyfikowany w żadnym wyścigu sezonu)                                 |
| Czarny                                                                | Zdyskwalifikowany (DK) |
| Czarny                                                                | Wykluczony (WYK/EX) |
| Biały                                                                 | Nie wystartował (NW) |
| Biały                                                                 | Kontuzjowany (K/INJ) |
| Biały                                                                 | Wyścig odwołany (OD/C) |
| Bez koloru                                                            | Został wycofany (WYC/WD) |
| Bez koloru                                                            | Nie przybył (NP/DNA) |
| Bez koloru                                                            | Nie brał udziału w treningach (NT/DNP) |
| Bez koloru                                                            | Nie został zgłoszony (–) |
| Pogrubienie                                                           | Start z pole position |
| Kursywa                                                               | Najszybsze okrążenie wyścigu |
| †                                                                     | Nie ukończył, ale jego rezultat został zaliczony ze względu na przejechanie więcej niż 90% dystansu wyścigu.                              |
| *                                                                     | Sezon w trakcie |
| 1/2/3                                                                 | Punktowana pozycja w sprincie kwalifikacyjnym                                                                                             |
| Lista systemów punktacji Formuły 1                                    | |

| Sezon | Samochód    | Silnik      | Opony | Kierowcy              | 1   | 2   | 3   | 4   | 5   | 6   | 7   | 8   | 9   | 10  | Pkt.* | Msc.* |
| ----- | ----------- | ----------- | ----- | --------------------- | --- | --- | --- | --- | --- | --- | --- | --- | --- | --- | ----- | ----- |
| 1991  | Lola T91/50 | Mugen Honda | A     |                       | VAL | PAU | JER | MUG | PER | HOC | BRA | SPA | LEM | NOG | 5     | 14    |
| 1991  | Lola T91/50 | Mugen Honda | A     | Heinz-Harald Frentzen | NU  | NU  | 12  | 6   | 5   | NZ  | 12  | 5   | NU  | NU  | 5     | 14    |
| 1992  | Reynard 92D | Mugen Honda | A     |                       | SIL | PAU | CAT | PER | HOC | NUR | SPA | ALB | NOG | MAG | 0     | 18    |
| 1992  | Reynard 92D | Mugen Honda | A     | Phil Andrews          | 12  | 7   | 10  | 9   | 11  | NZ  | 18  | 10  |     |     | 0     | 18    |
| 1992  | Reynard 92D | Judd        | A     | Phil Andrews          |     |     |     |     |     |     |     |     | 14  | NU  | 0     | 18    |
| 1992  | Reynard 92D | Mugen Honda | A     | Giuseppe Bugatti      | NW  | 5   | NU  | NU  | 8   | NU  | 14  | NZ  | NU  | NU  | 2     | 16    |
| 1993  | Reynard 93D | Ford        | A     |                       | DON | SIL | PAU | PER | HOC | NUR | SPA | MAG | NOG |     | 6     | 10    |
| 1993  | Reynard 93D | Ford        | A     | Massimiliano Papis    | 4   | NU  | 5   | NU  | NU  | 15  | NU  | NU  | 6   |     | 6     | 10    |
| 1993  | Reynard 93D | Ford        | A     | Paolo delle Piane     | NU  | 8   | NU  | NU  | 5   | NU  | 9   | NU  | NU  |     | 2     | 17    |
| 1994  | Reynard 94D | Ford        | A     |                       | SIL | PAU | CAT | PER | HOC | SPA | EST | MAG |     |     | 0     | 20    |
| 1994  | Reynard 94D | Ford        | A     | Paolo delle Piane     | NU  | NW  | NU  |     |     |     |     |     |     |     | 0     | 20    |
| 1994  | Reynard 94D | Ford        | A     | James Taylor          |     |     |     | 15  | NU  | NU  | 15  | NU  |     |     | 0     | 27    |
| 1994  | Reynard 94D | Ford        | A     | Tarso Marques         | 13  | NU  | NW  | 12  | 10  | 8   | 12  | 4   |     |     | 3     | 12    |
| 1994  | Reynard 94D | Ford        | A     | David Coulthard       | 2   |     |     |     |     |     |     |     |     |     | 6     | 9     |
| 1994  | Reynard 94D | Ford        | A     | Allan McNish          |     | NU  |     |     |     |     |     |     |     |     | 0     | NS    |
| 1995  | Reynard 95D | Ford        | A     |                       | SIL | CAT | PAU | PER | HOC | SPA | EST | MAG |     |     | 0     | 23    |
| 1995  | Reynard 95D | Ford        | A     | Jan Lammers           | 11  | 10  | 10  |     |     |     |     |     |     |     | 0     | 23    |
| 1995  | Reynard 95D | Ford        | A     | Wim Eyckmans          |     |     |     |     | 12  |     |     |     |     |     | 0     | 24    |
| 1995  | Reynard 95D | Ford        | A     | James Taylor          |     |     |     |     |     | 15  | 17  | NZ  |     |     | 0     | 27    |
| 1995  | Reynard 95D | Ford        | A     | Hans Fertl            |     |     | NZ  |     | NU  |     |     |     |     |     | 0     | NS    |
| 1995  | Reynard 95D | Ford        | A     | Stefan De Groodt      |     |     |     |     |     | NU  |     | NU  |     |     | 0     | NS    |

*Podano miejsce i liczbę punktów danego kierowcy w klasyfikacji kierowców. Punktów w klasyfikacji zespołów nie przyznawano.